# 1564

## Události
Česko
- papež povolil v Čechách přijímat podobojí
- Maxmilián II. nastoupil vládu po zemřelém Ferdinandu I. v Českých zemích, Uhrách a Svaté říši římské

Svět
- 6. září – španělský místokrál Sicílie García de Toledo dobyl Peñón.

### Probíhající události
- 1558–1583 – Livonská válka
- 1562–1598 – Hugenotské války
- 1563–1570 – Severská sedmiletá válka
- 1564 – Pivovar Svijany

## Narození
Česko
- 15. září – Karel starší ze Žerotína, český (resp. moravský) šlechtic a politik († 9. října 1636)
- 21. září – Matouš Děpolt Popel z Lobkovic, místodržící českého království († 11. října 1619)
- ? – Kryštof Harant z Polžic a Bezdružic, český spisovatel († 21. června 1621)
- ? – Maxmilián Hošťálek z Javořice, žatecký primátor († 21. června 1621)

Svět
- 15. února – Galileo Galilei, toskánský astronom, filosof a fyzik († 8. ledna 1642)
- 26. února – Christopher Marlowe, anglický dramatik († 30. května 1593)
- 9. března – David Fabricius, německý pastor a astronom († 7. května 1617)
- 26. dubna – pokřtěn William Shakespeare, anglický dramatik († 23. dubna 1616)
- 11. června – pokřtěn Joseph Heintz, švýcarský malíř († 15. října 1609)
- 26. října – pokřtěn Hans Leo Hassler, německý skladatel a varhaník († 8. června 1612)
- ? – Karel Spinola, jezuitský misionář v Japonsku († 10. září 1622)
- ? – Pedro Páez, španělský jezuita a cestovatel († 25. května 1622)
- ? – Pieter Brueghel mladší, vlámský malíř († 1638)

## Úmrtí
Česko
- 29. března – Martin Kuthen ze Šprinsberku, český humanistický spisovatel (* 1510)
- 27. června – Žofie Braniborská z Hohenzollernu, druhá žena Viléma z Rožmberka (* 14. prosince 1541)

Svět
- 18. února – Michelangelo Buonarroti, básník, sochař, malíř a stavitel (* 6. března 1475)
- 27. března – Lütfi Paša, osmanský státník a velkovezír (* cca 1488)
- 27. května – Jan Kalvín, francouzský náboženský reformátor (*10. července 1509)
- 23. července – Eléanor de Roye, kněžna z Condé (* 24. února 1535)
- 25. července – Ferdinand I., císař Svaté říše římské, král český a uherský (* 10. března 1503)
- 30. srpna – Sabina Bavorská, bavorská a württemberská vévodkyně (* 24. dubna 1492)
- 15. října – Andreas Vesalius, vlámský anatom
- ? – Pierre Belon, francouzský přírodovědec (* 1517)

## Hlavy států
- České království – Ferdinand I. – Maxmilián II.
- Svatá říše římská – Ferdinand I. – Maxmilián II.
- Papež – Pius IV.
- Anglické království – Alžběta I.
- Francouzské království – Karel IX.
- Polské království – Zikmund II. August
- Uherské království – Ferdinand I. – Maxmilián II.
- Osmanská říše – Sulejman I.
- Perská říše – Tahmásp I.